# 蒋和生
蒋和生（1962年8月—），男，汉族，广西全州人，中华人民共和国政治人物，现任广西壮族自治区海洋和渔业厅厅长，第十三届全国政协委员。